# Benoît de Sainte-Maure
Benoît de Sainte-Maure, o Sainte-More, detto anche Benedetto il Troviero (Sainte-Maure-de-Touraine, ... – 1173/1175 (?)), fu un chierico francese del XII secolo, forse appartenente all'ambiente della corte plantageneta di Enrico II d'Inghilterra.
È l'autore del Roman de Troie, un lungo poema in versi in francese antico che narra la storia della guerra di Troia. L'opera è stata datata tra il 1160 al 1175 e, assieme agli anonimi Roman de Thèbes e al Roman d'Eneas, è uno dei primi testi volgari appartenenti al genere roman (romanzo, nel senso di "adattamento narrativo in versi di una fonte antica").
È stata attribuita a questo Benoît anche una versificazione della Chronique des Ducs de Normandie che gli venne commissionata nel 1175 da Enrico II per continuare il Roman de Rou di Robert Wace che era rimasto incompiuto.

## Opere

### Roman de Troie
Il Roman de Troie (Romanzo di Troia) (1160-1175) è un poema di 30 000 versi in couplet d'octosyllabes (coppie di ottosillabi in rima baciata); è la principale opera medievale in volgare sulla guerra di Troia. L'autore si propone di «metre en roman» (adattare in volgare) due brevi cronache tardo-antiche, l'Historia de excidio Trojae di Darete Frigio e l'Ephemeris belli trojani di Ditti Cretese, che nel Medioevo erano credute traduzioni latine di autentici resoconti di testimoni oculari della guerra; viene invece respinta la fonte omerica, accusata di mentire.
L'opera potrebbe essere legata alla corte plantageneta. L'ipotesi si basa sull'identificazione della «riche dame de riche rei» (potente dama di ricco re) con Eleonora d'Aquitania; più o meno a metà del roman, questa dama senza nome è oggetto di un encomio da parte dell'autore, che ne contrasta le virtù con l'incostanza del personaggio di Briseide. L'identificazione non è certa, poiché la formula potrebbe fare riferimento a un'altra consorte di re o addirittura alla Vergine, come glossato da un copista trecentesco.
Esistono due edizioni critiche del testo: la prima è stata fatta da Aristide Joly (1870-71) e la seconda da Léopold Constans (1904-1912).

### Chronique des Ducs de Normandie
La Chronique des Ducs de Normandie è un poema di quasi 45.000 versi che narra la storia del ducato di Normandia da Rollone alla morte di Enrico I. Fu commissionata a Benoît verso il 1175 da Enrico II per riscrivere e terminare il Roman de Rou di Robert Wace. Le sue fonti principali sono gli storici mediolatini Guglielmo di Jumièges, Guglielmo di Poitiers e Dudone di San Quintino (di cui adotta la celebre tripartizione della società feudale), nonché lo stesso Robert Wace.
Esistono due edizioni critiche del testo: la prima è stata fatta da Francisque Michel (1836-44) e la seconda da Carin Fahlin (1951-54).